# Kántor Anikó
Kántor Anikó (Budapest, 1968. március 26. –) olimpiai és világbajnoki ezüstérmes, Európa-bajnok magyar kézilabdázó.

## Pályafutása
Kántor Anikó a budapesti Postás SE-ben kezdte pályafutását. Tizenhét éves korában a Ferencvároshoz került, ahonnan tovább is állt a Spartacus csapatához. 1989-ben igazolt a Vasas SC csapatához, mellyel kétszer magyar bajnok lett, valamint az EHF Bajnokok Ligája döntőjében is játszhatott kétszer. A Vasas után ismét a Ferencvároshoz igazolt, mellyel 1997-ben magyar bajnok lett. 1999 és 2002 között a dán Randers játékosa volt. 2001-ben egy dán bajnoki mérkőzés során keresztszalag-szakadást szenvedett, melyből nem tudott teljesen felépülni, 2002-ben visszavonult a profi sporttól. 121-szeres magyar válogatott.

## Pályafutása után
Megalapította a Kántor Anikó Sport Egyesületet, ahol utánpótláskorú sportolók képzésével és versenyeztetésével foglalkozik.

## Sikerei

### Klubcsapatban
- EHF Bajnokok Ligája: 2-szeres döntős: 1993, 1994
- Magyar bajnokság: 3-szoros győztes: 1992, 1993, 1997

### Válogatottban
- Olimpia:
  - ezüstérmes: 2000
  - bronzérmes: 1996
- Kézilabda-világbajnokság:
  - ezüstérmes: 1995
- Kézilabda-Európa-bajnokság:
  - győztes: 2000
  - bronzérmes: 1998